# Amtsgericht Wildenfels
Das Amtsgericht Wildenfels war ein Gericht der ordentlichen Gerichtsbarkeit und ein Amtsgericht in Sachsen mit Sitz in Wildenfels.

## Geschichte
In Wildenfels bestand bis 1879 das Gerichtsamt Wildenfels als Eingangsgericht. Im Rahmen der Reichsjustizgesetze wurden 1879 im Königreich Sachsen die Gerichtsämter aufgehoben und Amtsgerichte, darunter das Amtsgericht Wildenfels, geschaffen. Der Gerichtssprengel umfasste Wildenfels mit Friedrichsthal, Tempel und an der Weinleithe, Friedrichsgrün, Grünau, Härtensdorf, Neudörfel bei Ortmannsdorf, Neudörfel bei Wildenfels, Ortmannsdorf, Schönau und Weißbach. Das Amtsgericht Wildenfels war eines von 16 Amtsgerichten im Bezirk des Landgerichtes Zwickau. Der Amtsgerichtsbezirk umfasste danach 11.662  Einwohner. Das Gericht hatte damals eine Richterstelle und war ein kleines Amtsgericht im Landgerichtsbezirk. Aufgrund der Verordnung über die Aufhebung von Amtsgerichten vom 11. Dezember 1931 wurde das Amtsgericht Wildenfels zum 1. Januar 1932 aufgelöst. Aus seinem Sprengel wurden Wildenfels, Friedrichsgrün, Grünau, Härtensdorf, Schönau und Weißbach dem Bezirk des Amtsgerichtes Zwickau und Neuschönburg und Ortmannsdorf dem Bezirk des Amtsgerichts Lichtenstein zugeordnet.

## Gerichtsgebäude

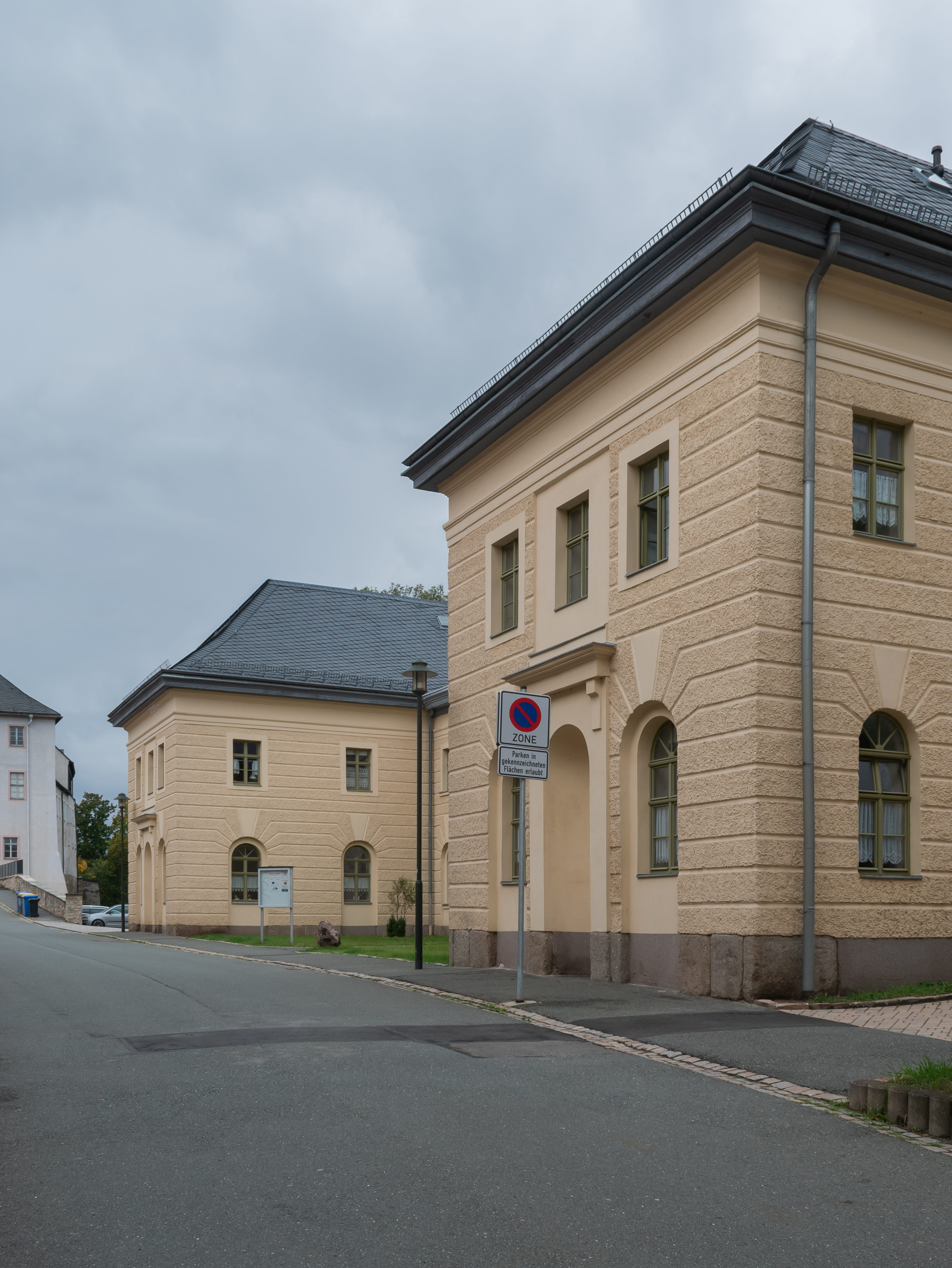
Ehem. Gerichtsgebäude (2020)

Das Amtsgericht nutzte das Mitte des 19. Jahrhunderts erbaute Gerichtsgebäude (Schlossstraße 3), heute Fachhochschule für Angewandte Kunst. Es handelt sich um einen klassizistischen, zweigeschossigen Bau auf U-förmigem Grundriss. Er ist ortsgeschichtlich und baugeschichtlich von Bedeutung und steht daher unter Denkmalschutz.